# Патрик, Дэн (политик)
Дэн Гёб Патрик (англ. Dan Goeb Patrick; род. 4 апреля 1950, Балтимор, Мэриленд) — американский радиоведущий и политик, 42-й вице-губернатор Техаса.

## Биография
Дэн Патрик (имя при рождении — Денни Скотт Гёб, Dannie Scott Goeb) родился 4 апреля 1950 года в Балтиморе (Мэриленд). Окончив Университет Мэриленда в округе Балтимор, получил степень бакалавра искусств (B.A.).
После этого он работал на телевидении в Скрантоне (Пенсильвания) и Вашингтоне, а в 1979 году переехал в Хьюстон (Техас), где стал работать спортивным комментатором на телеканале KHOU.
В 1980-х годах Дэн Патрик был совладельцем сети спорт-баров в Хьюстоне, но финансовые дела у компании шли плохо, и в 1986 году он объявил себя банкротом. Сам он так описывал причину этой неудачи: «Урок № 1: Не ввязывайся в бизнес, о котором ты ничего не знаешь. И № 2: Не начинай заниматься бизнесом, когда нефть собирается упасть с 32 до 10 долларов за баррель. Множество людей потерпело крах в 1980-х, и я был в их числе».
Впоследствии работал на радио, вёл передачу The Baker and Patrick Show на радиостанции KVCE.
В 2006 году он был избран в Сенат Техаса от 7-го избирательного округа и работал сенатором в 2007—2015 годах.
В ноябре 2014 года Дэн Патрик победил на выборах вице-губернатора Техаса. Он сменил Дэвида Дьюхерста на посту вице-губернатора 20 января 2015 года. Дэн Патрик также победил на двух следующих выборах вице-губернатора Техаса, состоявшихся в ноябре 2018 года и в ноябре 2022 года. 